# Niklas Persson
Sam Niklas Persson, född 26 mars 1979 i Ösmo, Stockholms län är en svensk före detta professionell ishockeyspelare och nuvarande sportchef i AIK Hockey. Han är kusin till ishockeyspelaren Robert Nilsson. Persson påbörjade sin professionella karriär med Leksands IF, innan han lämnade laget för just Linköping HC, med vilka han har två SM-silver med, 2006. Mellan 2009 och 2013 spelade han i ryska KHL – två säsonger vardera för HK Neftechimik Nizjnekamsk och HK CSKA Moskva. Därefter spelade han två säsonger med Rapperswil-Jona Lakers i den schweiziska ligan, innan han återvände till Linköping, där han spelade från 2015 till 2018 då han avslutade sin spelarkarriär.
Persson spelade fem VM-turneringar med det svenska landslaget. Han vann guld med laget på hemmaplan 2013, tog ett silver i Slovakien 2011 och har två brons – från Schweiz 2009 och Tyskland 2010. Som junior deltog han i två JVM-turneringar, och tog ett JEM-silver i Tjeckien 1997.
Efter att ha avslutat sin spelarkarriär blev Persson assisterande general manager till Fredrik Emvall i Linköping HC. Året därpå blev han ny general manager i klubben.

## Karriär

### Klubblagskarriär

#### 1997–2009: Leksands IF och Linköping HC
Persson började spela ishockey med Sorunda/Ösmo HC. Säsongen 1994/95 spelade han tre matcher för Huddinge IK innan han gick över till Leksands IF:s juniorverksamhet. 1996/97 spelade han 29 matcher för föreningens J20-lag och stod för 33 poäng (18 mål, 15 assist). Säsongen därpå debuterade han med Leksands A-lag i Elitserien. Den 25 september 1997 gjorde han sin första poäng i Elitserien då han assisterade till ett mål i en match där Leksand besegrade Brynäs IF med 3–5. Perssons första mål i Elitserien var även det mot Brynäs IF, den 22 januari 1998, i en match som Leksand vann med 6–5. I sin första Elitseriesäsong stod han för fem poäng på 17 matcher (två mål, tre assist).
Säsongen 2000/01 åkte Persson och Leksand ur Elitserien. Laget tog sig dock tillbaka till Elitserien igen och Persson gjorde en stark kvalserie 2002 där han på nio matcher stod för elva poäng (nio mål, två assist) och vann med dessa nio mål kvalseriens skytteliga. Den efterföljande säsongen utsågs Persson till en av Leksands assisterande lagkaptener. Laget ramlade återigen ur Elitserien 2003/04, men efter ytterligare en säsong i Hockeyallsvenskan, var laget tillbaka i Elitserien igen. Persson gjorde sin sista säsong med Leksand 2005/06, som lagkapten, då man för tredje gången på kort tid åkte ur Sveriges högsta serie. Under nio säsonger i klubben stod han för över 180 poäng på 432 matcher.
Den 12 april 2006 meddelades det att Persson skrivit ett tvåårskontrakt med Linköping HC. Den 28 september 2006 gjorde han sitt första Elitseriemål för klubben, då laget föll med 2–3 i en match mot Skellefteå AIK. Under sin debutsäsong i Linköping noterades Persson för 32 poäng på 55 grundseriematcher, varav 15 mål. I det efterföljande SM-slutspelet slog laget först ut Luleå HF (4–0) och sedan Färjestad BK (4–1). Säsongen slutade sedan med ett SM-silver efter finalförlust mot Modo Hockey med 2–4 i matcher. Persson var lagets främste poängplockare under slutspelet då han på 15 matcher noterades för 14 poäng (5 mål, 9 assist).
Den följande säsongen tangerade Persson sin poängnotering från föregående säsong. På 54 grundseriematcher stod han för 10 mål och 22 assistpoäng. Laget slutade tvåa i grundserietabellen och i det efterföljande SM-slutspelet tog sig Linköping till final för andra säsongen i följd sedan man slagit ut Djurgårdens IF i kvartsfinal och Färjestad BK i semifinal (båda med 4–1 i matcher). Säsongen avslutades åter med ett SM-silver, efter finalförlust mot HV71 med 2–4 i matcher. På 15 slutspelsmatcher stod Persson för nio poäng, varav tre mål. Inför säsongen 2008/09 skrev Persson på ett nytt tvåårskontrakt med Linköping och utnämndes därefter till assisterande lagkapten. I grundseriens sista omgång, den 28 februari 2009, gjorde Persson sitt första hat trick i ligan och noterades för totalt fyra poäng i en 6–3-seger mot Skellefteå AIK. Han gjorde sin poängmässigt bästa säsong med 42 poäng på 55 grundseriematcher (21 mål, 21 assist). I kvartsfinalserien ställdes Linköping mot just Skellefteå. I seriens femte match, den 12 mars 2009, gjorde Persson ytterligare ett hat trick då Skellefteå besegrades med 4–0. Serien gick till en sjunde och avgörande match som Linköping förlorade med 2–3 i den tredje förlängningsperioden. Persson var under slutspelet lagets främste poängplockare och stod för åtta poäng (fyra mål, fyra assist) på sju spelade matcher.

#### 2009–2019: KHL, NLA och Linköping HC

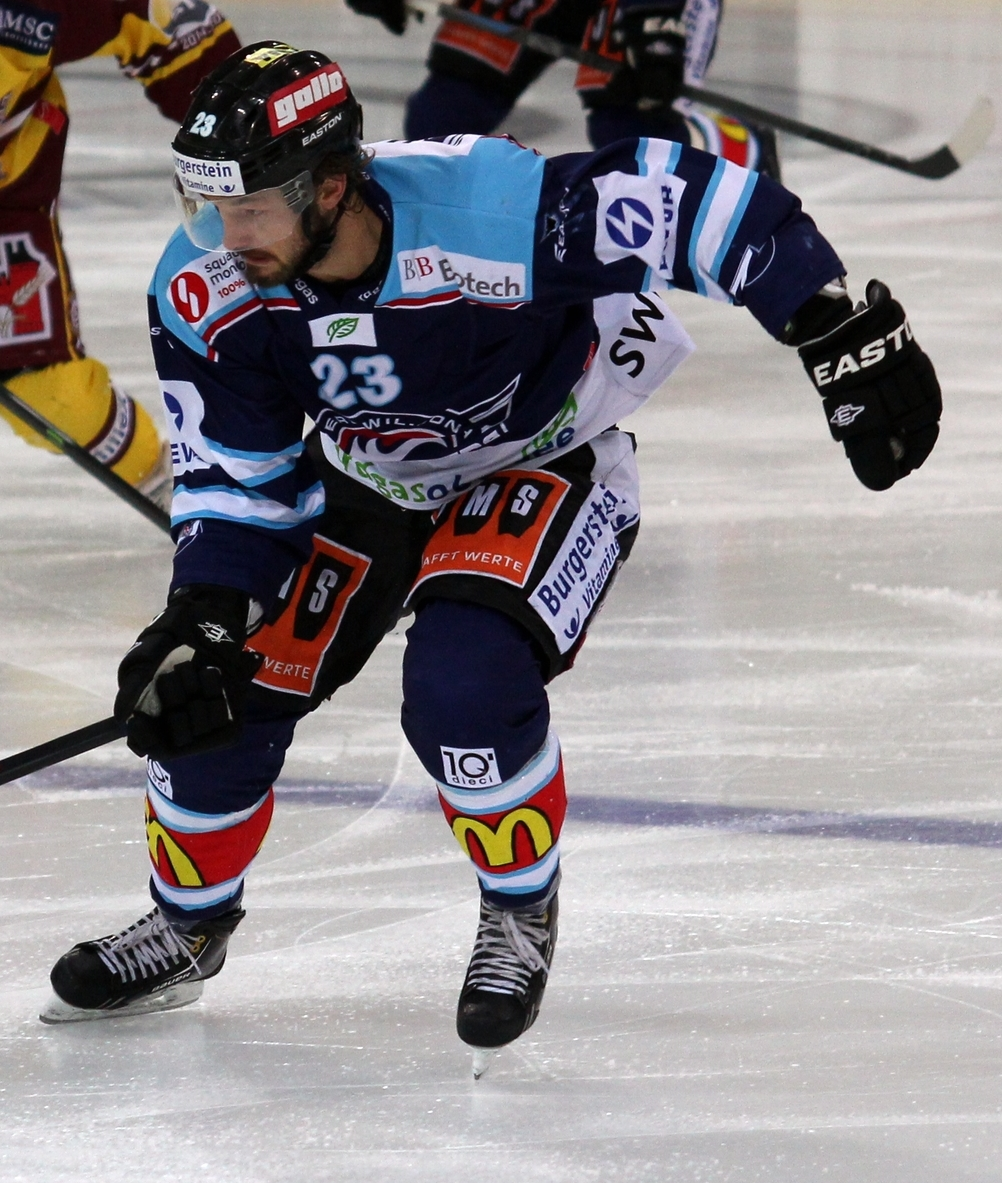
Persson med Rapperswil-Jona Lakers, 2014.

I april 2009 meddelades det att Persson brutit sitt kontrakt med Linköping och istället skrivit på ett tvåårsavtal med HK Neftechimik Nizjnekamsk i KHL. Den 12 september samma år gjorde han KHL-debut i en 4–3-seger mot Lokomotiv Jaroslavl. Senare samma månad gjorde han sitt första mål i ligan, på Vasilij Kosjetjkin, då HK Lada Toljatti besegrades med 4–2. Den 30 november 2009 gjorde Persson sitt första hat trick i KHL, mot just Lada Toljatti, i en match som slutade 9–2 till Nizjnekamsk. Efter en stark debutsäsong i KHL, där han vann lagets interna poängliga med 38 poäng på 55 matcher (13 mål, 25 assist), skrev han under sommaren 2010 på ett ettårskontrakt med Tampa Bay Lightning i NHL. Persson lyckades dock inte ta någon plats i laget och flyttade därför tillbaka till Nizjnekamsk och KHL i oktober 2010.
I början av maj 2011 meddelades det att Persson skrivit på ett tvåårsavtal med HK CSKA Moskva. På 107 matcher för klubben noterades han för 45 poäng (14 mål, 31 assist).
I maj 2013 skrev han på ett nytt tvåårskontrakt, denna gång med den schweiziska klubben Rapperswil-Jona Lakers i Nationalliga A. Persson gjorde debut i NLA den 13 september 2013 i en 2–3-förlust mot HC Lugano. Dagen därpå noterades han för sina två första mål i ligan, på Sandro Zurkirchen, i en 3–2-förlust mot HC Ambrì-Piotta. Under sin första säsong med klubben vann Persson lagets interna poängliga med 29 poäng (11 mål, 18 assist) på 45 matcher. Laget slutade dock sist i grundserietabellen och tvingades kvala för att hålla sig kvar i serien. Under sin andra säsong i klubben förbättrade Persson sin poängproduktion då han stod för 39 poäng på 43 grundseriematcher (17 mål, 22 assist). I januari 2015 förlängde han sitt kontrakt med klubben med ett år, men då laget degraderades till Nationalliga B var avtalet inte längre giltigt.
I slutet av maj 2015 skrev Persson på ett tvåårskontrakt med Linköping HC. Inför säsongen 2015/16 meddelade klubben att Persson tagit över rollen som kapten i laget efter Magnus Johansson, som avslutade sin karriär efter föregående säsong. Den 18 februari 2016 gjorde Persson sin 500:e match i SHL. Totalt noterades han för 25 poäng på 50 grundseriematcher. I SM-slutspelet slogs Linköping ut av Växjö Lakers HC med 4–2 i kvartsfinalserien. På dessa matcher stod Persson för två mål. Den efterföljande säsongen slogs laget åter ut i kvartsfinal, denna gång mot Brynäs IF, med 4–2 i matcher. 
Den 4 april 2017 meddelades det att Persson förlängt sitt avtal med Linköping med ytterligare en säsong. Denna säsong kom att bli hans sista. Den 9 mars 2018 meddelade Persson att han skulle komma att lämna Linköping efter säsongens slut. Kort efter Linköpings uttåg ur SM-slutspelet 2018 meddelades det att Persson avslutat sin karriär som ishockeyspelare och istället blivit assisterande general manager i Linköping HC. Den 23 mars 2019 meddelades det att Persson blivit ny general manager i Linköping då han efterträtt Fredrik Emvall.
I februari 2019 gjorde Persson en kortlivad comeback som spelare då han spelade två matcher för Mjölby HC i Hockeytvåan. På dessa två matcher noterades han för ett mål och en assistpoäng.

### Landslagskarriär

#### Ungdoms- och juniorlandslag

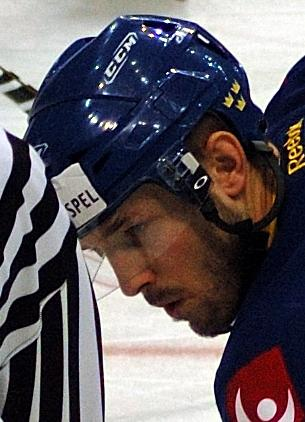
Persson i landslagströja.

1997 blev Persson uttagen till Sveriges U18-landslag och var med då U18-EM avgjordes i Tjeckien. Sverige gick obesegrat genom turneringen, men slutade tvåa, endast en poäng bakom guldmedaljörerna Finland. Persson gick poänglös ur turneringen och spelade fem av Sveriges sex matcher.
1998 var Persson uttagen till JVM i Finland. Sverige slutade sexa, efter att ha förlorat kvartsfinalen mot Schweiz. På sju matcher noterades Persson för två assist. Han var även med i JVM-truppen när JVM avgjordes året därpå, i Kanada. Sverige gick obesegrade ur gruppspelet och ställdes mot värdnationen i semifinal. Väl där blev man utklassade med 1–6, och föll sedan även i bronsmatchen mot Slovakien, med 4–5. På sex matcher stod Persson för fyra poäng (två mål, två assist).

#### A-landslaget
Den 18 december 2003 debuterade han i A-landslaget, i en match mot Tjeckien och gjorde också sin första A-landskampspoäng, i Baltica Brewery Cup. Han gjorde sitt första mål för Tre Kronor, mot Milan Hnilička, den 13 december 2007 i en 4–5-förlust mot Tjeckien i Channel One Cup.
Persson gjorde sin första VM-turnering i Schweiz 2009. I den sista gruppspelsmatchen ställdes Sverige mot USA och låg under med mindre än tolv minuter kvar av matchen. Persson bidrog till att Sverige kunde vända och vinna matchen med sin 4–5-reducering med 7:15 kvar att spela. Laget tog sig till slut till semifinal, där man föll mot Kanada med 1–3. Sverige vann därefter den efterföljande bronsmatchen mot USA med 4–2. På nio matcher noterades Persson för sex poäng (två mål, fyra assist).
Vid VM i Tyskland 2010 var han återigen med i Sveriges trupp. Laget tog sig fram till semifinal där man ställdes mot Tjeckien. Med bara några få sekunder kvar av matchen lyckades tjeckerna kvittera Sveriges 2–1-ledning och tog matchen till förlängning och straffar. Väl där var Tjeckien vassare och Persson skulle därmed få spela sin andra bronsmatch i VM i följd. Sverige vann bronsmatchen mot värdnationen med 3–1 och på nio matcher stod Persson för fyra assist.
Vid VM i Slovakien 2011 tog Persson silver med laget efter att ha förlorat finalen mot Finland med hela 1–6. På åtta matcher noterades han för tre mål. Under mästerskapet året därpå förlorade Sverige endast en match under gruppspelet. I kvartsfinal ställdes man mot Tjeckien och föll med 3–4 då tjeckerna avgjort matchen med mindre än 30 sekunder kvar att spela. På åtta matcher svarade Persson för tre poäng (två mål, en assist).
Persson var med och tog VM-guld när mästerskapet avgjordes i Sverige 2013. Sverige föll i den inledande gruppspelsmatchen mot Schweiz med 2–3 och slutade trea i sin grupp. I kvartsfinalen mötte man Kanada, vilka man besegrade med 3–2 efter straffläggning. I semifinalen vann laget mot Finland med 3–0 och samtidigt stod det klart att man skulle få möta Schweiz i finalen. Schweiz tog tidigt ledningen, men Sverige kunde till slut vinna relativt enkelt med 5–1. På nio matcher stod Persson för två assist.

## Statistik

### Klubblag
| 1997–98           | Leksands IF                | Elitserien        | 17  | 2  | 3   | 5   | 4   | 2  | 0  | 0  | 0  | 0  |
| 1998–99           | Leksands IF                | Elitserien        | 47  | 1  | 2   | 3   | 6   | 1  | 0  | 0  | 0  | 0  |
| 1999–00           | Leksands IF                | Elitserien        | 49  | 2  | 5   | 7   | 34  | —  | —  | —  | —  | —  |
| 2000–01           | Leksands IF                | Elitserien        | 48  | 3  | 4   | 7   | 43  | 7  | 2  | 1  | 3  | 6  |
| 2001–02           | Leksands IF                | HA                | 42  | 9  | 13  | 22  | 50  | 9  | 9  | 2  | 11 | 16 |
| 2002–03           | Leksands IF                | Elitserien        | 49  | 4  | 21  | 25  | 51  | 5  | 0  | 0  | 0  | 10 |
| 2003–04           | Leksands IF                | Elitserien        | 50  | 14 | 19  | 33  | 42  | 10 | 3  | 1  | 4  | 33 |
| 2004–05           | Leksands IF                | HA                | 43  | 15 | 23  | 38  | 36  | 10 | 2  | 5  | 7  | 8  |
| 2005–06           | Leksands IF                | Elitserien        | 34  | 7  | 10  | 17  | 30  | 10 | 2  | 3  | 5  | 4  |
| 2006–07           | Linköping HC               | Elitserien        | 55  | 15 | 17  | 32  | 32  | 15 | 5  | 9  | 14 | 6  |
| 2007–08           | Linköping HC               | Elitserien        | 54  | 10 | 22  | 32  | 44  | 15 | 3  | 6  | 9  | 10 |
| 2008–09           | Linköping HC               | Elitserien        | 55  | 21 | 21  | 42  | 38  | 7  | 4  | 4  | 8  | 4  |
| 2009–10           | HK Neftechimik Nizjnekamsk | KHL               | 55  | 13 | 25  | 38  | 30  | 7  | 0  | 1  | 1  | 2  |
| 2010–11           | HK Neftechimik Nizjnekamsk | KHL               | 39  | 3  | 12  | 15  | 32  | 7  | 1  | 2  | 3  | 2  |
| 2011–12           | HK CSKA Moskva             | KHL               | 53  | 6  | 18  | 24  | 28  | 5  | 1  | 1  | 2  | 6  |
| 2012–13           | HK CSKA Moskva             | KHL               | 42  | 8  | 11  | 19  | 14  | 7  | 0  | 0  | 0  | 4  |
| 2013–14           | Rapperswil-Jona Lakers     | NLA               | 45  | 11 | 18  | 29  | 16  | 10 | 2  | 7  | 9  | 2  |
| 2014–15           | Rapperswil-Jona Lakers     | NLA               | 43  | 17 | 22  | 39  | 16  | 12 | 1  | 2  | 3  | 0  |
| 2015–16           | Linköping HC               | SHL               | 50  | 8  | 17  | 25  | 16  | 6  | 2  | 0  | 2  | 0  |
| 2016–17           | Linköping HC               | SHL               | 50  | 7  | 15  | 22  | 16  | 6  | 0  | 1  | 1  | 4  |
| 2017–18           | Linköping HC               | SHL               | 52  | 3  | 11  | 14  | 32  | 7  | 0  | 0  | 0  | 2  |
| 2018–19           | Mjölby HC                  | SHL               | 1   | 1  | 1   | 2   | 2   | 1  | 0  | 0  | 0  | 2  |
| Elitserien totalt | Elitserien totalt          | Elitserien totalt | 610 | 97 | 167 | 264 | 388 | 91 | 21 | 25 | 46 | 79 |
| KHL totalt        | KHL totalt                 | KHL totalt        | 189 | 30 | 66  | 96  | 104 | 26 | 2  | 4  | 6  | 14 |
| NLA totalt        | NLA totalt                 | NLA totalt        | 88  | 28 | 40  | 68  | 32  | 22 | 3  | 9  | 12 | 2  |

### Internationellt
| År            | Lag           | Turnering     | Matcher | Mål | Assists | Poäng | Utv. |
| ------------- | ------------- | ------------- | ------- | --- | ------- | ----- | ---- |
| 1997          | Sverige       | JEM           | 5       | 0   | 0       | 0     | 2    |
| 1998          | Sverige       | JVM           | 7       | 0   | 2       | 2     | 10   |
| 1999          | Sverige       | JVM           | 6       | 2   | 2       | 4     | 2    |
| 2009          | Sverige       | VM            | 9       | 2   | 4       | 6     | 4    |
| 2010          | Sverige       | VM            | 9       | 0   | 4       | 4     | 0    |
| 2011          | Sverige       | VM            | 8       | 3   | 0       | 3     | 8    |
| 2012          | Sverige       | VM            | 8       | 2   | 1       | 3     | 2    |
| 2013          | Sverige       | VM            | 9       | 0   | 2       | 2     | 2    |
| Senior totalt | Senior totalt | Senior totalt | 43      | 7   | 11      | 18    | 16   |
| Junior totalt | Junior totalt | Junior totalt | 18      | 2   | 4       | 6     | 14   |